# Seznam evroposlancev iz Irske (1973–1977)
Seznam evroposlancev iz Irske v mandatu 1973–1977.

## Seznam
- Donal Creed
- Thomas Dunne
- Jim Gibbons
- Michael Herbert
- Liam Kavanagh
- Brian Lenihan
- Gerry L'Estrange
- Charles McDonald
- Tom Nolan
- Michael Yeats